# Con jezik
Con jezik (ISO 639-3: cno), austroazijski jezik iz Laosa kojim govori oko 1 000 ljudi (Wurm and Hattori 1981) u provinciji Luang Namtha. 
Zajedno s jezikom laemet [lbn] čini istočnopalaunšku podskupinu lametskih jezika.

## Vanjske poveznice
- Ethnologue (14th)
- Ethnologue (15th)